# Roger Mathis (Fussballspieler, 1921)
Roger Mathis (* 4. April 1921 in Chavannes-près-Renens; † 9. Juli 2015 in Féchy) war ein Schweizer Fussballspieler. Er nahm mit der Nationalmannschaft seines Landes an der Fussballweltmeisterschaft 1954 teil.

## Karriere

### Verein
Der Abwehrspieler Mathis verbrachte seine gesamte Spielerkarriere von 1941 bis 1957 bei Lausanne-Sports. Mit diesem Klub gewann er zweimal die Schweizer Meisterschaft und zweimal den nationalen Pokal.

### Nationalmannschaft
Mathis debütierte an der Seite seines Klubkameraden Roger Bocquet am 23. Mai 1954 beim Vorbereitungsspiel zur Fussballweltmeisterschaft 1954 im eigenen Land gegen den amtierenden Weltmeister Uruguay in der Schweizer Nationalmannschaft. Anschliessend berief ihn Nationaltrainer Karl Rappan in das Schweizer Aufgebot. Während des Turniers wurde er jedoch nicht eingesetzt.
Nach der Weltmeisterschaft bestritt Mathis noch drei weitere Länderspiele, das letzte am 26. Juni 1955 im Europapokal gegen Jugoslawien.

## Erfolge
- Schweizer Meister: 1944, 1951
- Schweizer Pokalsieger: 1944, 1950